# Josiah Zion Gumede
Josiah Zion Gumede (Bembesi, Distrito Bubi, Rodesia del Sur; 19 de septiembre de 1919-Zimbabue, 28 de marzo de 1989) fue el primer y único presidente del autoproclamado, y no reconocido internacionalmente, Estado de Zimbabue Rodesia durante 1979, antes de que Rodesia volviera brevemente a la dominación británica hasta la independencia del país como Zimbabue en 1980.

## Biografía
Se educó en las misiones David Livingston Memorial y Matopo antes de matricularse en provincia del Cabo (Sudáfrica) en 1946. Enseñó en varias escuelas de misiones y del gobierno y acabó su carrera como profesor siendo director de una escuela. Fue el asistente adjunto de información y educación para el Gobierno de Rodesia y Nyasalandia en la Rhodesia House en Londres entre 1960 y 1962. Más tarde trabajó en el Ministerio de Exteriores (1963–1965).
Fue a la vez Secretario General para la Asociación de Maestros Africanos de Rhodesia, miembro de la Wankie Disaster Relief Fund's Board of Trustees, director de la Tribal Trust Land Development Corporation y miembro del consejo de la Biblioteca Nacional Libre de Rhodesia. También fue ordenado miembro del consejo de la Iglesia Presbiteriana de Sudáfrica.
Gumede es abuelo de la actriz de televisión británica Natalie Gumede.